# Polignac (Charente Marittima)
Polignac è un comune francese di 142 abitanti situato nel dipartimento della Charente Marittima nella regione della Nuova Aquitania.

## Società

### Evoluzione demografica
Abitanti censiti